# Beaumont-Pied-de-Bœuf (Mayenne)
Beaumont-Pied-de-Bœuf ist eine französische Gemeinde mit 203 Einwohnern (Stand 1. Januar 2022) im Département Mayenne in der Region Pays de la Loire. Sie gehört zum Arrondissement Château-Gontier und zum Gemeindeverband Pays de Meslay-Grez. Die Einwohner der Gemeinde werden Belmontoises genannt.

## Geografie
Die Gemeinde Beaumont-Pied-de-Bœuf liegt etwa 32 Kilometer südöstlich von Laval und 50 Kilometer südwestlich von Le Mans am Fluss Vaige, in den hier auch der Nebenfluss Vassé einmündet. Das flache, teils sumpfige und fast waldlose Gebiet um Beaumont-Pied-de-Bœuf zeichnet sich durch einen Wechsel von Ackerflächen und Weideland aus. Im Gemeindegebiet liegen einige Seen und Teiche. Vom größten – dem Étang de Curécy – gehört das nordwestliche Viertel zu Beaumont. Nachbargemeinden von Beaumont-Pied-de-Bœuf sind Ballée im Norden, Auvers-le-Hamon im Osten, Saint-Loup-du-Dorat im Süden, Bouère im Südwesten, Le Buret im Westen sowie Préaux im Nordwesten.
Im Osten grenzt die Gemeinde an das Département Sarthe. Zu Beaumont-Pied-de-Bœuf gehören die Ortsteile Le Pineau, Mariette, La Bruyère, La Motte Allain, Clopoche, La Rouerie und La Herrouère sowie weitere kleine Weiler und Einzelhöfe.

## Geschichte
Anders als die anderen Gemeinden des Arrondissements Château-Gontier gehörte Beaumont-Pied-de-Bœuf nicht zur historischen Provinz Anjou, sondern zu Maine. 1793 hieß die Gemeinde noch Beaumont, ehe sie 1801 zur besseren Unterscheidbarkeit nach Beaumont-Pied-de-Bœuf umbenannt wurde, obwohl es bereits eine Gemeinde namens Beaumont-Pied-de-Bœuf im Nachbar-Département Sarthe gab.

### Bevölkerungsentwicklung
| Jahr      | 1962 | 1968 | 1975 | 1982 | 1990 | 1999 | 2009 | 2021 |
| Einwohner | 220  | 240  | 202  | 180  | 186  | 190  | 205  | 203  |

Im Jahr 1846 wurde mit 535 Bewohnern die bisher höchste Einwohnerzahl ermittelt. Die Zahlen basieren auf den Daten von cassini.ehess und INSEE.

## Sehenswürdigkeiten
- Kirche Saint-Saturnin
- Château Le Vieux Bignon
- Château Changé
- Moulin de Fresnay, eine Wassermühle an der Vaige

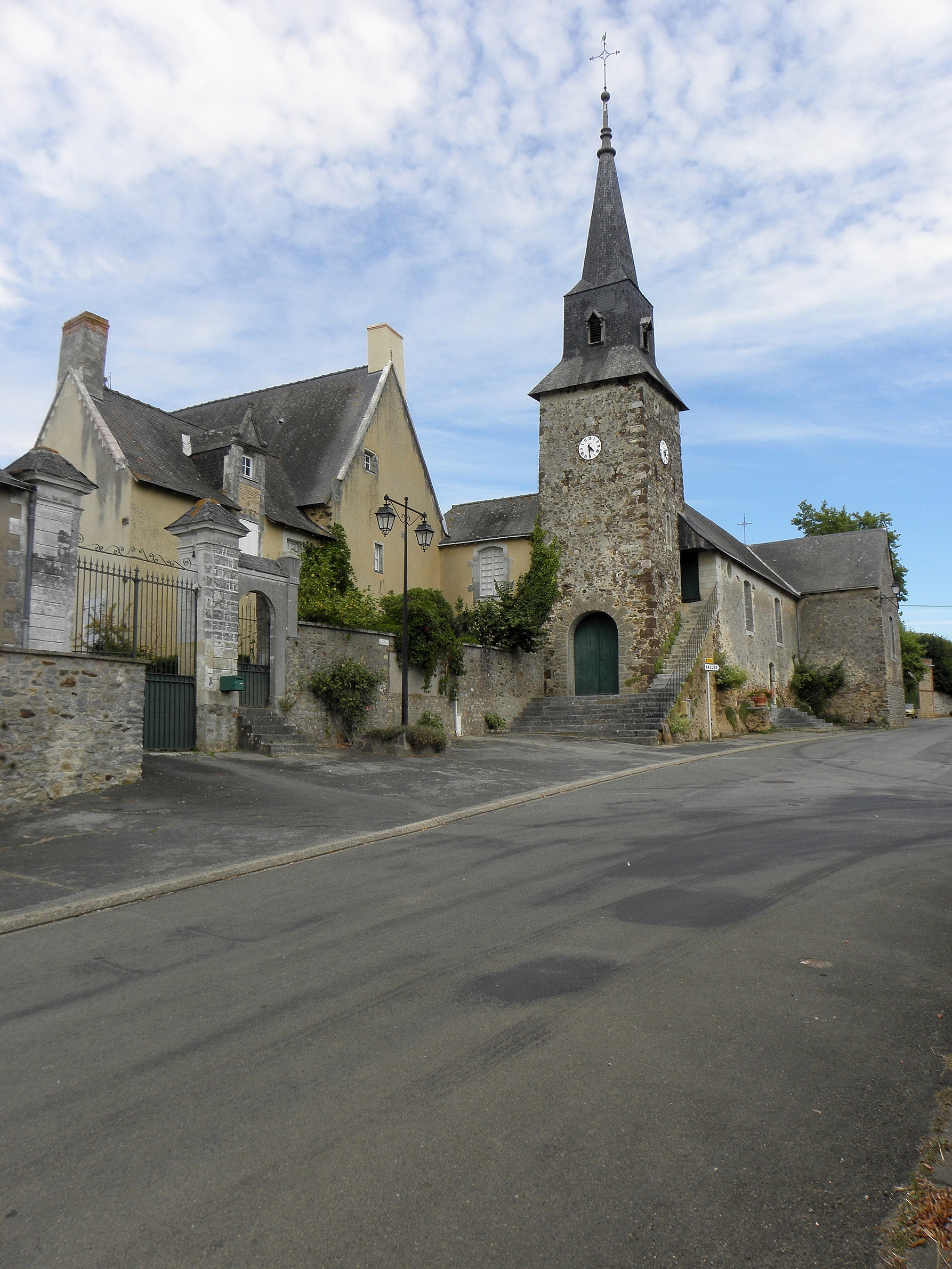
Kirche Saint-Saturnin

## Wirtschaft und Infrastruktur
In der Gemeinde sind 16 Landwirtschaftsbetriebe ansässig (Getreideanbau, Milchwirtschaft, Pferde- und Rinderzucht).
Durch die Gemeinde Beaumont-Pied-de-Bœuf führt die Fernstraße D 21 von Laval nach Sablé-sur-Sarthe. Nahe Sablé-sur-Sarthe besteht auch Anschluss an die Autoroute A11.

## Belege
1. ↑  Bezeichnungen der Einwohner im Département Mayenne, abgerufen am 2. Mai 2015 (französisch)
2. ↑  3233 und 3265 Gemeindenamen auf cassini.ehess.fr (französisch)
3. ↑  Beaumont-Pied-de-Bœuf auf cassini.ehess
4. ↑  Beaumont-Pied-de-Bœuf auf INSEE
5. ↑  Landwirtschaftsbetriebe auf annuaire-mairie.fr (französisch)